# Holy Moses
Holy Moses er et tysk speed/thrash metal-band der blev dannet i 1980 af Ramon Brüssler og Jochen Fünders.

## Diskografi
- Queen of Siam – (1986)
- Finished With the Dogs – (1987)
- The New Machine of Lichtenstein – (1989)
- World Chaos – (1990)
- Terminal Terror – (1991)
- Reborn Dogs – (1992)
- No Matter What's the Cause – (1994)
- Master of Disaster – (2001)
- Disorder of the Order – (2002)
- Strength Power Will Passion – (2005)

### Singler/eper
- "Roadcrew" – (1987)
- "Too Drunk to Fuck" – (1991)
- "Master of Disaster" – (2001) (EP)

### Opsamlingsalbum
- Too Drunk to Fuck – (1993)

### Demoer
- Black Metal Masters – (1980)
- Holy Moses – (1981)
- Satan's Angel – (1982)
- Call of the Demon – (1983)
- Heavy Metal – (1983)
- Death Bells – (1984)
- Walpurgisnight – (1985)
- The Bitch – (1986)

## Medlemmer

### Nuværende medlemmer
- Sabina Classen – Vokal
- Michael Hankel – Guitar
- Oliver Jaath – Guitar – Bas
- Atomic Steiff – Trommer

### Tidligere medlemmer

#### Vokal
- Jochen Fünders – (1980-1981)
- Iggy – (1981)
- Tom Hirtz – (fire uger i 1984)
- Andy Classen – (1994)

#### Guitar
- Jochen Fünders – (1980-1981)
- Jean-Claude – (1981)
- Andy Classen – (1981-1994)
- Georgie Symbos – (1987)
- Thilo Hermann – (1988)
- Rainer Laws – (1988-1990)
- Jörn Schubert – (2000-2002)
- Franky Brotz – (2000-2005)

#### Bas
- Ramon Brüssler – (1980-1986)
- Andre Chapelier – (1986-1987)
- Johan Susant – (1987)
- Thomas Becker – (1988-1990)
- Ben Schnell – (1990-1992)
- Dan Lilker – (1993-1994)
- Jochen Fünders – (2000-2001)
- Andreas Libera – (2001-2003)
- Alex De Blanco – (2003-2005)

#### Trommer
- Peter Vonderstein – (1980-1981)
- Paul Linzenich – (1981-1984)
- Snake – (1984-1985)
- Herbert Dreger – (1985-1986)
- Uli Kusch – (1986-1990)
- Meff – (1992-1994)
- Julien Schmidt – (2000-2005)